# Обичам те (филм, 1891)
„Обичам те“ (на френски: Je vous aime) е френски хронофотографичен късометражен ням филм от 1891 година, продуциран от изобретателя Етиен-Жул Маре и заснет от режисьора Жорж Демени.

## Сюжет
Филмът представлява близък кадър на мъж (Жорж Демени), който произнася „Обичам те“.

## В ролите
- Жорж Демени[3]

## Продукция
Филмът е заснет в Боа дьо Булон, Париж през 1891 година.